# Klenová
Klenová – gmina w Czechach, w powiecie Klatovy, w kraju pilzneńskim. Według danych z dnia 1 stycznia 2014 liczyła 125 mieszkańców.

## Zabytki

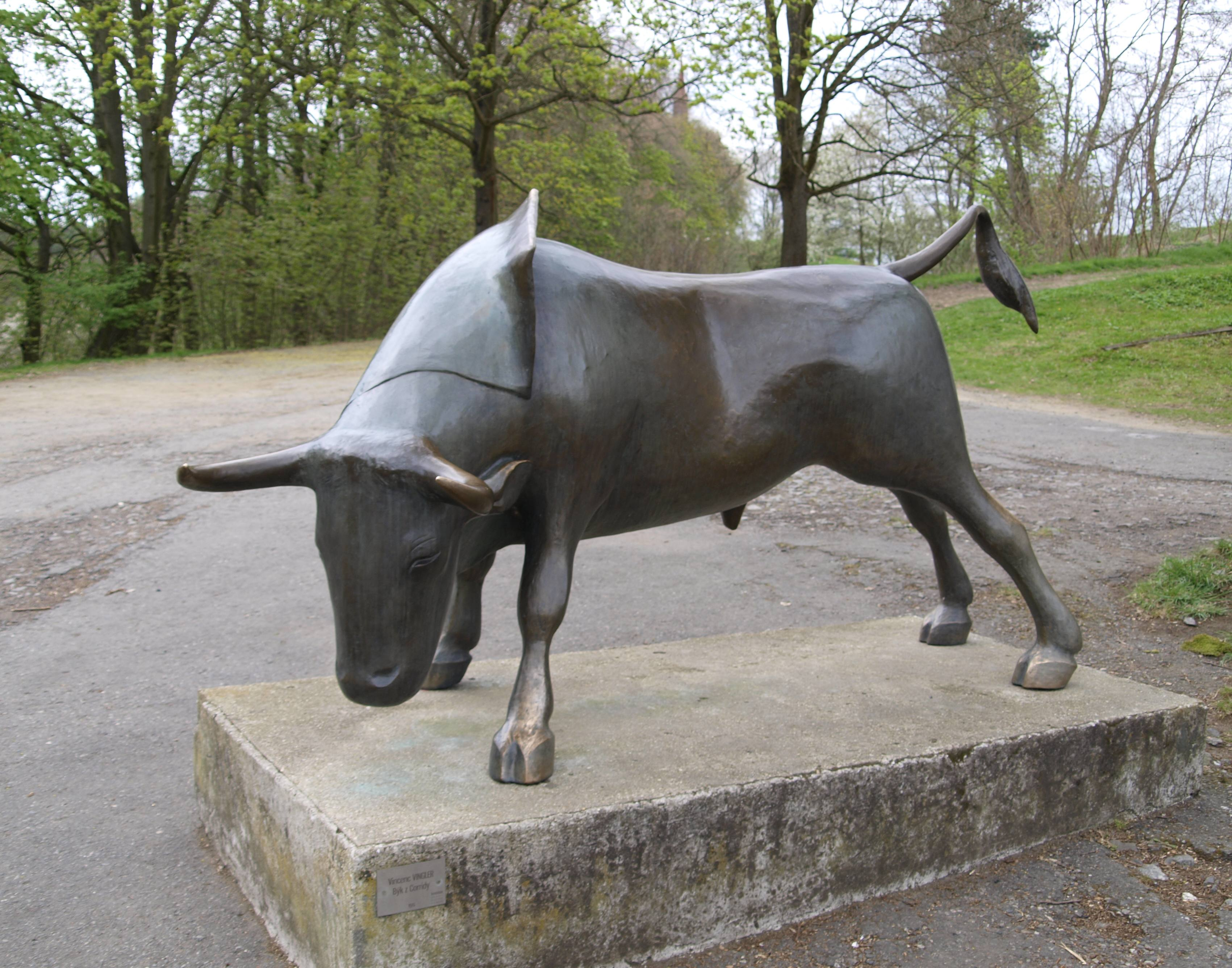
Byk przed spichlerzem

- Zamek
- Spichlerz